# Италијанска комунистичка партија
Италијанска комунистичка партија (итал. Partito Comunista italiano, PCI) је била једна од већих странака у Италији и најјача комунистичка партија на Западу.

## Историја

### Прве године
Основана је 21. јануара 1921, издвајањем из Италијанске социјалистичке партије (итал. Partito Socialista Italiano, PSI), због идеолошког сукоба са њеним вођама.
Одмах након расцепа главне комунистичке вође: Антонио Грамши (први секретар), Амадео Бордига, Палмиро Тољати и други улазе у састав Комунистичке Интернационале.

### Фашизам
Међутим фашистички режим 5. новембра 1926. проглашава ИКП за незакониту и врши крваву репресију.
Већина дирекције бежи у иностранство, углавном у СССР и Француску где је 1926. у Лиону одржан III конгрес. 
Након слома фашизма (8. септембра 1943), главне вође се враћају у Италију и отпочињу заједно са другим антифашистичким организацијама борбу против Немаца и против италијанских фашиста.

### Од ослобођења до Хладног рата
По завршетку рата, комунисти учествују у провизорној влади под вођством генерала Бадоља.
Међутим када је председник владе постао лидер Хришћанске демократије (DC), Алчиде Де Гаспери, комунисти су избачени из ње, под притиском САД-а.
Од тада КПИ остаје у опозицији током читавог послератног периода.
У децембру 1947. комунисти склапају коалициони пакт са социјалистима, стварајући тзв. Народно-демократски фронт (Fronte Democratico Popolare), који је међутим поражен на изборима 1948. од стране хришћанско-либералне коалиције окупљене баш око Де Гасперијеве Хришћанске демократије.
НДФ је након пораза распуштен, док је коалиција комуниста и социјалиста трајала до Мађарске Револуције 1956, кад се Социјалистичка партија дистанцирала од империјалистичке политике СССР-а и тиме напустила и коалицију с комунистима, који су остали одани Совјетима.
Након расцепа коалиције социјалисти улазе у савез са Хришћанском демократијом, стварајући тзв. Центро-левичарску владу.

### '70-те године и „историјски компромис“
Почетком '70-их година двадесетог века долазак на место секретара Енрика Берлингвера, доводи до радикалних промена:
- Прекидање зависности од СССР-а и стварање евро-комунистичке струје, са другим западноевропским комунистичким партијама;
- „Историјски компромис“, то јест спремност од стране комуниста на парламентарну сарадњу са демохришћанима и социјалистима.

Међутим након неког времена сарадње комунистима ипак није дозвољено учешће у влади, а затварајућа политика социјалистичког вође Бетина Краксија почетком '80-их је дефинитивно пласирала комунисте у опозицију.

### Криза и распуштање(1989—1991)
Средином '80-их смрт Берлингвера и опште слабљење партијске структуре је означило спори улазак у кризу.
Осим тога пад Берлинског зида и слом комунизма на Истоку, је довео до распуштања ИКП-а 3. фебруара 1991.
На XX конгресу, чланови су се одлучили за трансформацију у Демократску партију левице, док су неки остали верни комунистичким идејама и основали Партију комунистичке обнове. Овај процес трансформације и распада одразио је шире промене у европској политици и друштву, као и губитак идеолошке базе комунистичког покрета у Италији.